# Pacific Coast Hockey League
Pour la ligue professionnelle ayant existé de 1911 à 1924, voir Association de hockey de la Côte du Pacifique.
La Pacific Coast Hockey League (ou PCHL) est le nom qui a été porté par trois ligues professionnelles différentes en Amérique du Nord et dont les équipes étaient situées dans l'ouest du Canada et des États-Unis.

## 1928-1931

### Équipes
- Buckaroos de Portland (1928-1931)
- Cubs de Victoria (1928-1930)
- Eskimos de Seattle (1928-1931)
- Lions de Vancouver (1928-1931)
- Tigers de Tacoma (1930-1931)[1]

### Champion
- 1929 : Lions de Vancouver
- 1930 : Lions de Vancouver
- 1931 : Eskimos de Seattle

## 1936-1941
La Pacific Coast Hockey League de 1936 prend ses origines en 1932 où la Western Canada Hockey League (WCHL) ouvre ses portes avec quatre équipes canadiennes. La saison suivante, avec l'arrivée de deux équipes américaines, elle est renommée en North West Hockey League (NWHL). En 1936, elle prend son dernier nom, la PCHL. Elle ferme en 1941 à cause de la Seconde Guerre mondiale.

### Équipes
- Tigers de Calgary (1932-1936)
- Capitals de Régina/Maroons de Vancouver (1932-1933)
- Eskimos d'Edmonton (1932-1936)
- Crescents de Saskatoon (1932-1933)
- Lions de Vancouver (1933-1941)
- Seahawks de Seattle (1933-1941)
- Buckaroos de Portland (1933-1941)
- Clippers d'Oakland/Spokane (1936-1938)
- Bombers de Spokane (1940-1941)
- Olympics Seattle (1940-1941)

### Champion
Western Canada Hockey League
- 1933 : Tigers de Calgary

North West Hockey League
- 1934 : Eskimos d'Edmonton
- 1935 : Seahawks de Seattle
- 1936 : Seahawks de Seattle

Pacific Coast Hockey League
- 1937 : Buckaroos de Portland
- 1938 : Seahawks de Seattle
- 1939 : Buckaroos de Portland
- 1940 : Lions de Vancouver
- 1941 : Lions de Vancouver

## 1944-1952
La PCHL ayant duré le plus longtemps et ayant compté le plus grand nombre d'équipes est celle de 1944. Elle est active durant neuf saisons et compte jusqu'à 11 équipes. Elle fusionne en 1952 avec la Western Canada Senior Hockey League pour donner naissance à la Western Hockey League.

### Équipes
- Canucks de Vancouver (1945-1951)
- Cougars de Victoria (1949-1952)
- Eagles de Portland (1944-1949, 1950-1951)
- Falcons de Fresno (1946-1950)
- Flyers de Edmonton (1951-1952)
- Ironmen de Seattle (1944-1952)
- Monarchs de Los Angeles (1944-1950)
- Oaks d'Oakland (1944-1950)
- Panthers de Pasadena (1944-1945)
- Penguins de Portland (1949-1950)
- Quakers de Saskatoon (1951-1952)
- Rockets de Tacoma (1946-1952)
- Royals de New Westminster (1948-1952)
- Shamrocks de San Francisco (1944-1950)
- Skyhawks de San Diego (1944-1950)
- Stampeders de Calgary (1951-1952)
- Stars de Seattle (1944-1945)
- Vanguards de Vancouver (1944-1945)
- Wolves de Hollywood (1944-1947)

### Champion
- 1945 : Ironmen de Seattle
- 1946 : Canucks de Vancouver
- 1947 : Monarchs de Los Angeles
- 1948 : Canucks de Vancouver
- 1949 : Skyhawks de San Diego
- 1950 : Royals de New Westminster
- 1951 : Cougars de Victoria
- 1952 : Saskatoon Quakers